# كارول الثاني
كارول الثاني ملك رومانيا (15 أكتوبر 1893 - 4 أبريل 1953) كان ملكاً لرومانيا منذ 8 يونيو 1930 وحتى 6 سبتمبر 1940. هو الابن الأكبر لملك رومانيا فرديناند الأول ملك رومانيا وزوجته الملكة ماريا ملكة رومانيا ابنة الأمير ألفريد دوق إيدنبورغ ابن الملكة فيكتوريا. وكان كارول الثاني أول فرد من العائلة المالكة في رومانيا الذي يتم تعميده وفقاً لطقوس الكنيسة الأرثوذوكسية.

## النشأة
ولد كارول في قصر بيليش، وفي نوفمبر من عام 1914 انضم كارول إلى مجلس الشيوخ الروماني؛ إذ كان دستور عام 1866 يضمن له مقعداً هناك عند بلوغه سن النضج. عُرف كارول بعلاقاته الرومانسية التعيسة أكثر من مهاراته القيادية. كان الزواج الأول لكارول في كاتدرائية أوديسا في أوكرانيا في 31 اغسطس 1918 من جوانا ماري فالنتينا لامبرينو المعروفة بزيزي وهي ابنة جنرال روماني. ولكن تم فسخ الزواج في 29 مارس 1919، لكن كارول وزيزي استمرا بالعيش معاً بعد الفسخ حيث ولد طفلهما الوحيد ميرسيا كريكور كارول لامبرينو في 8 يناير 1920. أما الزواج الثاني لكارول فكان في أثينا باليونان في 10 مارس 1921 حيث تزوج من هيلين أميرة اليونان والدنمارك (تعرف في رومانيا بالأميرة الملكية إيلينا) وكان الاثنان قريبان من جهة انحدارهما من الملكة فيكتوريا، ولكن سرعان ما انهار هذا الزواج بعد الفضيحة بين كارول وعشيقته من أصل يهودي ماجدا لوبيسكو والتي كانت سابقاً زوجة للضابط في الجيش الروماني أيون تامبينو. ونتيجة لهذه الفضيحة تخلى كارول عن حقه في العرش في 28 ديسمبر 1925 لصالح ولده من زوجته الأميرة إيلينا ميخائيل (ميهاي) والذي أصبح ملكاً في تموز 1927 بعد وفاة جده فرديناند الأول ملك رومانيا، وتطلق كارول والأميرة هيلين في عام 1927.

## الحكم
في 7 يونيو 1930 عاد كارول الثاني إلى رومانيا عقب الانقلاب الذي قام به رئيس الوزراء لوليو مانيو، حيث تراجع عن قراره بالتخلي عن العرش وأعلن نفسه ملكاً في اليوم التالي بدلاً من ابنه ميخائيل ملك رومانيا. وعلى مدى عقد سعى كارول الثاني للتأثير على الحياة السياسية الرومانية من خلال التدخل في التنافس بين أصحاب الأراضي والفلاحين وكذلك الأحزاب الليبرالية والفصائل المعادية للسامية، وبعد يناير 1938 ومن خلال الوزارة التي اختارها (جبهة النهضة الوطنية) و من دستور 27 فبراير دعم كارول الثاني عرشه بقوة. وفي عام 1938 أعلن عن حل الحرس الحديدي الذي كان قد أيده خلال الثلاثينات. سعى كارول الثاني لترسيخ عبادة الشخصية الخاصة به في قبال النفوذ المتزايد للحرس الحديدي من خلال عدة وسائل منها إنشاء منظمة شبابية شبه عسكرية تعرف باسم ستراجا تاري في عام 1935. في عام 1938 أطاح كارول الثاني بالنظام الديموقراطي في بلاده وأعلن النظام الاستبدادي وفي 5 سبتمبر تنازل كارول عن جميع سلطاته الدكتاتورية لرئيس الوزراء أنتونيسكو.

## النفي
اضطر كارول بسبب الضغوط السوفييتية أولا والمجرية والبلغارية والألمانية في وقت لاحق إلى التخلي عن أجزاء عديدة من مملكته للحكم الأجنبي، ولم يستطع مواجهة حكومة الجنرال يون أنتونيسكو الموالية للألمان خلال الحرب العالمية الثانية فاضطر للتنازل عن العرش لصالح ابنه ميخائيل ملك رومانيا في أيلول 1940 وانتقل إلى منفاه الأول في المكسيك لكنه استقر فيما بعد في البرتغال. تزوج كارول من عشيقته ماجدا لوبيسكو في ريو دي جانيرو بالبرازيل في 3 يونيو 1947 حيث حملت لقب الأميرة إيلينا هوهنزوليرن. بقي كارول الثاني في منفاه لبقية حياته ولم يرَ ابنه ميخائيل ملك رومانيا مرة أخرى. كما أن ميخائيل رفض رؤية أبيه مجدداً.

## إعادة رفاته إلى رومانيا
توفي كارول الثاني في إستوريل بالبرتغال عام 1953، وأعيدت رفاته إلى رومانيا عام 2003 ودفنت في كاتدرائية كورتيا دي آركيش حيث دُفن أغلب ملوك رومانيا. ولم يحضر مراسم الدفن أي من أبنائه. ابنه الاصغر ميخائيل كان مُمثلاً بابنته الأميرة مارغريتا التي حضرت المراسم نيابة عن أبيها برفقة زوجها الأمير رادو. أما ابنه الأكبر كارول لامبرينو فقد كان ممنوعاً من دخول الأراضي الرومانية منذ عام 1940.

## النسل
- كارول لامبرينو
- ميخائيل ملك رومانيا

## روابط خارجية
- كارول الثاني على موقع الموسوعة البريطانية (الإنجليزية)
- كارول الثاني على موقع مونزينجر (الألمانية)
- كارول الثاني على موقع أوليمبيديا (الإنجليزية)

## معرض الصور

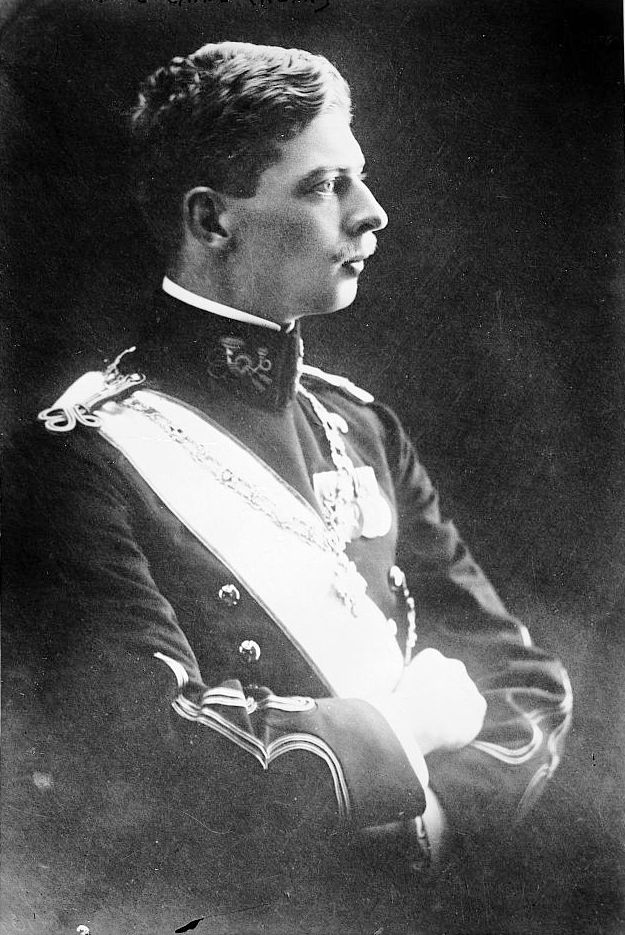
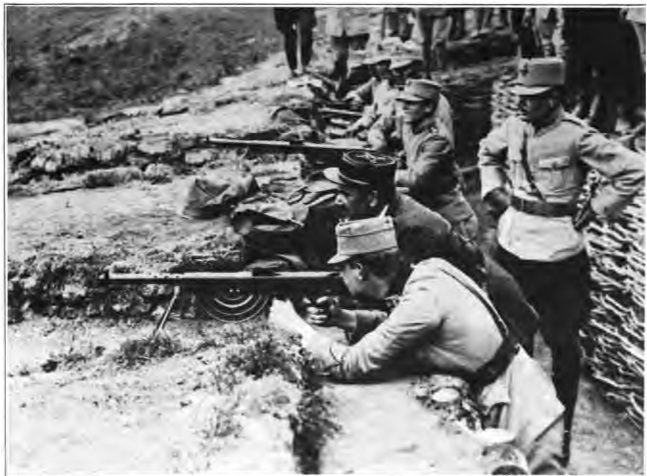
الامير كارول خلال الحرب العالمية الاولى